# Zapala
Zapala es una ciudad turística, comercial, minera, administrativa y de servicios, ubicada en el centro de la provincia del Neuquén, Argentina; es la cabecera del departamento homónimo.

## Historia
Hermanos Roberts compraron las tierras en 1889 , encargándole a Pio Ferreira el cuidado y progreso de las tierras, siendo el primer comisario de la tablada,en 1914 se instaló el tren y  se convirtió en municipio en el año 1948 (decreto nacional n.º 11.287) y en 1967 fue designada municipio de primera categoría (ley provincial n.º 535/67).
Es punta de rieles del Ferrocarril General Roca, actual Ferrosur. En ella convergen las RN 22 y RN 40, y además allí nacen las Rutas Provinciales n.º 13, 14, 16 y 46, transformándola en un nudo de comunicaciones y puerta de entrada a distintos destinos turísticos como Villa Pehuenia, Primeros Pinos, Aluminé, Caviahue-Copahue, Junín de los Andes, San Carlos de Bariloche, San Martín de los Andes, el parque nacional Laguna Blanca y al norte de la provincia, Chos Malal, Andacollo, Las Ovejas, Buta Ranquil y otros destinos de esa zona.
Primer cruce de los Andes en avión
Uno de los aspectos más notables de la historia aeronáutica del país ocurrió en Zapala el 13 de abril de 1918, cuando el piloto Luis Cenobio Candelaria despega desde Zapala en su avión Morane-Saulnier type L "Parasol" de 80 caballos de fuerza y, tras realizar un vuelo de 2 horas con 30 minutos y haber alcanzado los 4.000 metros sobre el nivel del mar, logra descender y aterrizar en las cercanías de Cunco, en Chile, en una improvisada pista, logrando de esta manera realizar el anhelado cruce de la Cordillera de los Andes en avión.
Este intrépido aviador falleció en el año 1963 a los 71 años en su ciudad natal, San Miguel de Tucumán, y fue enterrado en Zapala según su última voluntad, lugar donde inició este histórico hecho que marcó su vida y el de la historia aeronáutica de Sudamérica.

## Economía

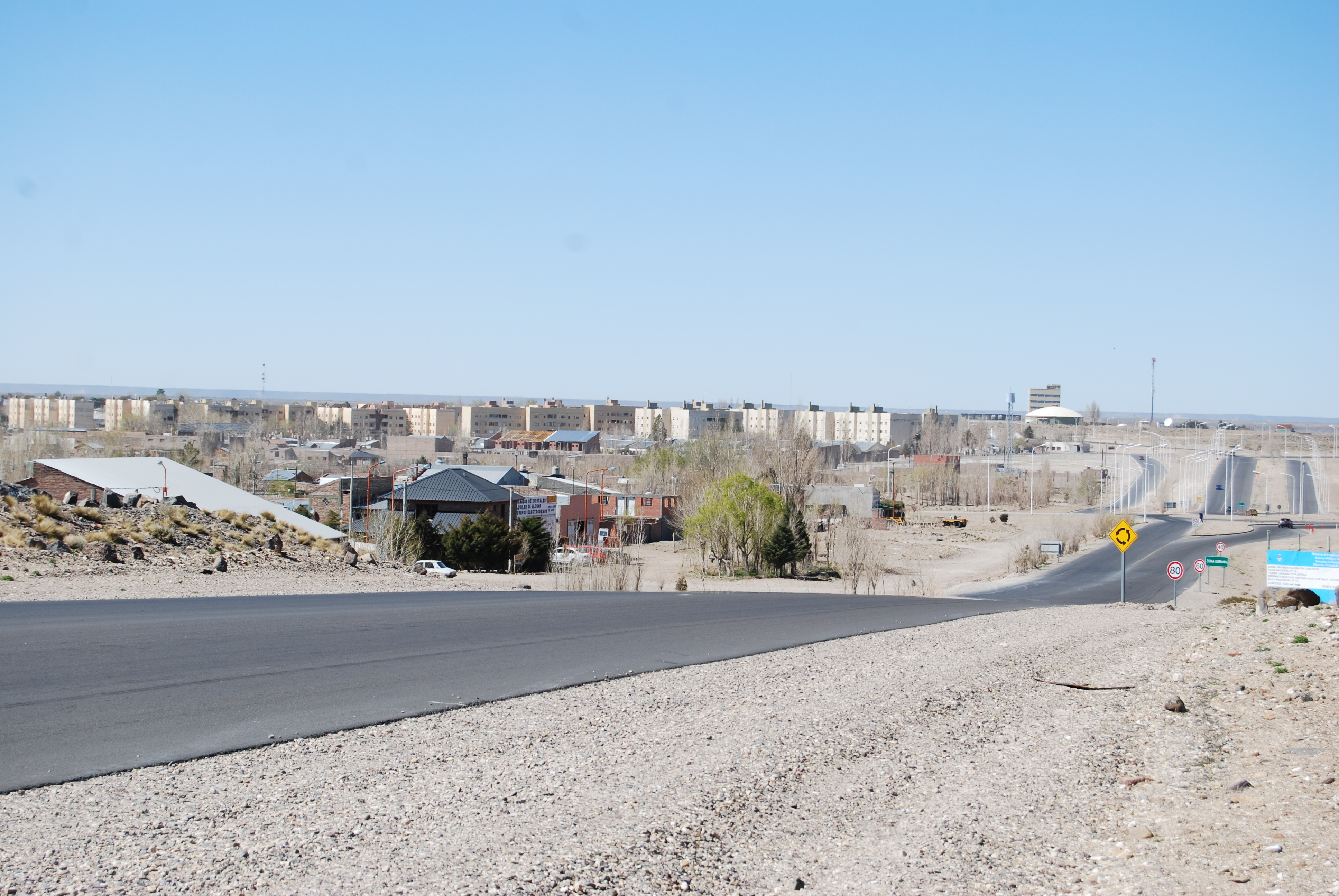
Barrio 582 viviendas, desde la Ruta Nacional 22

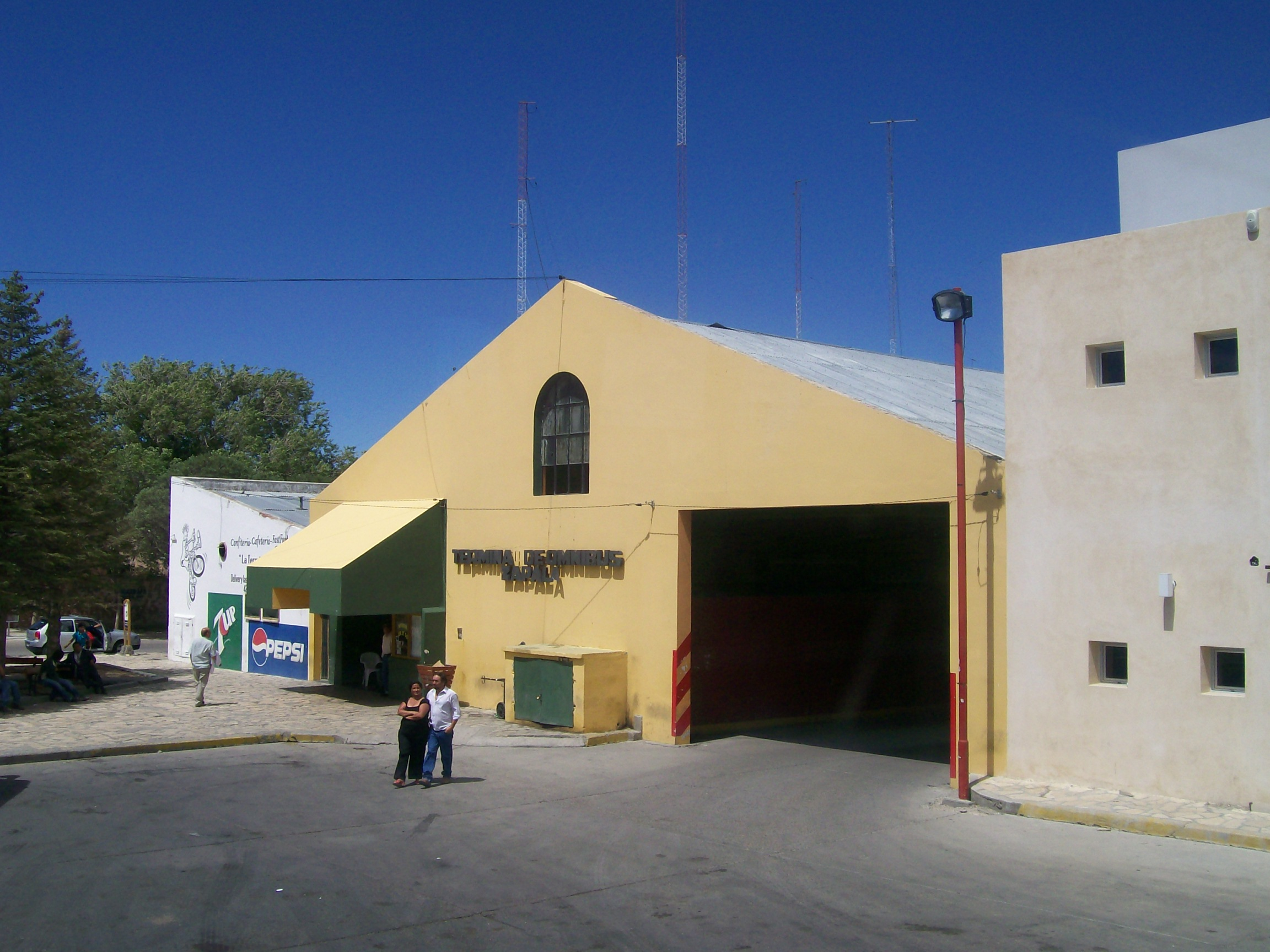
Terminal de ómnibus de Zapala

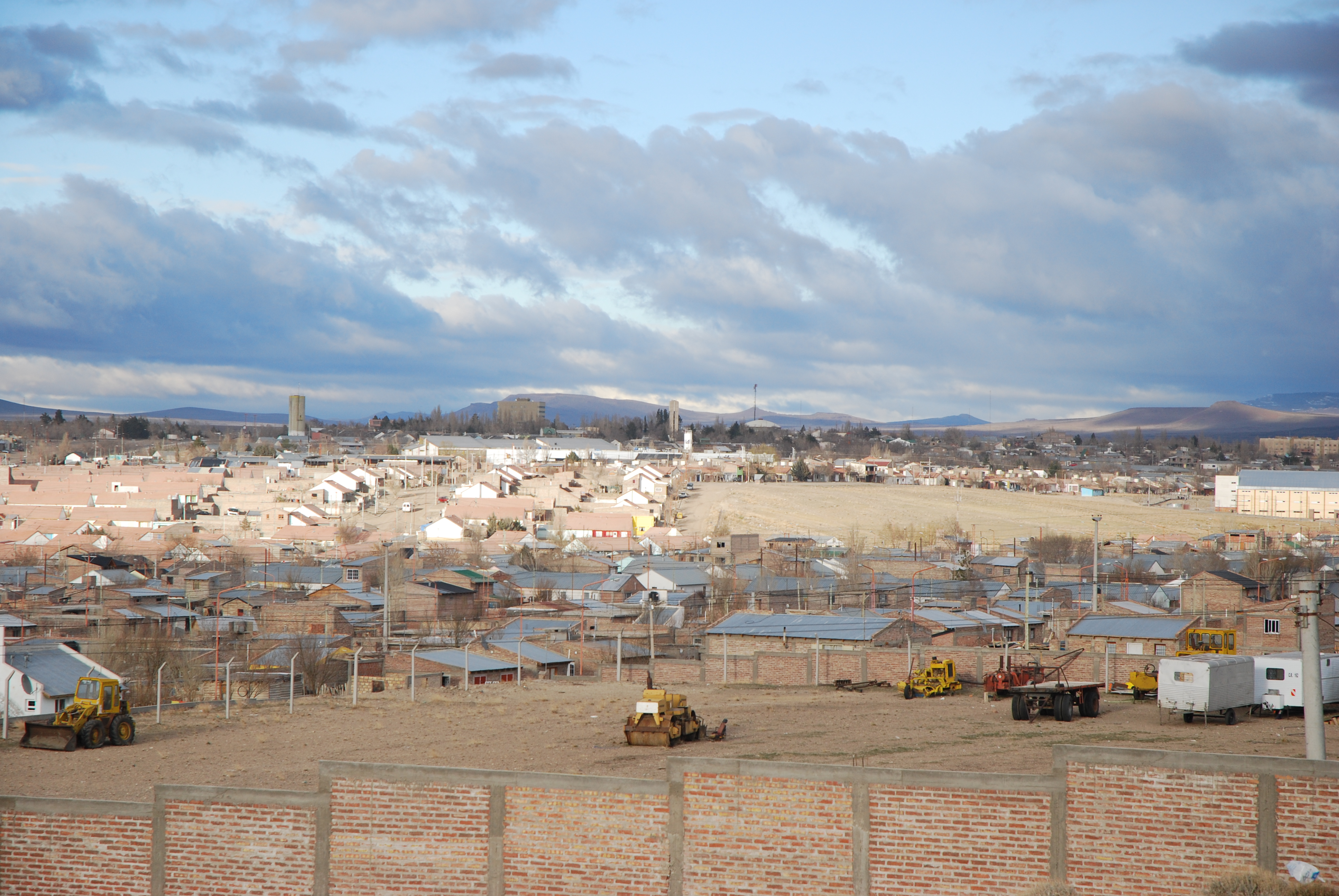
Vista del conglomerado urbano desde el norte

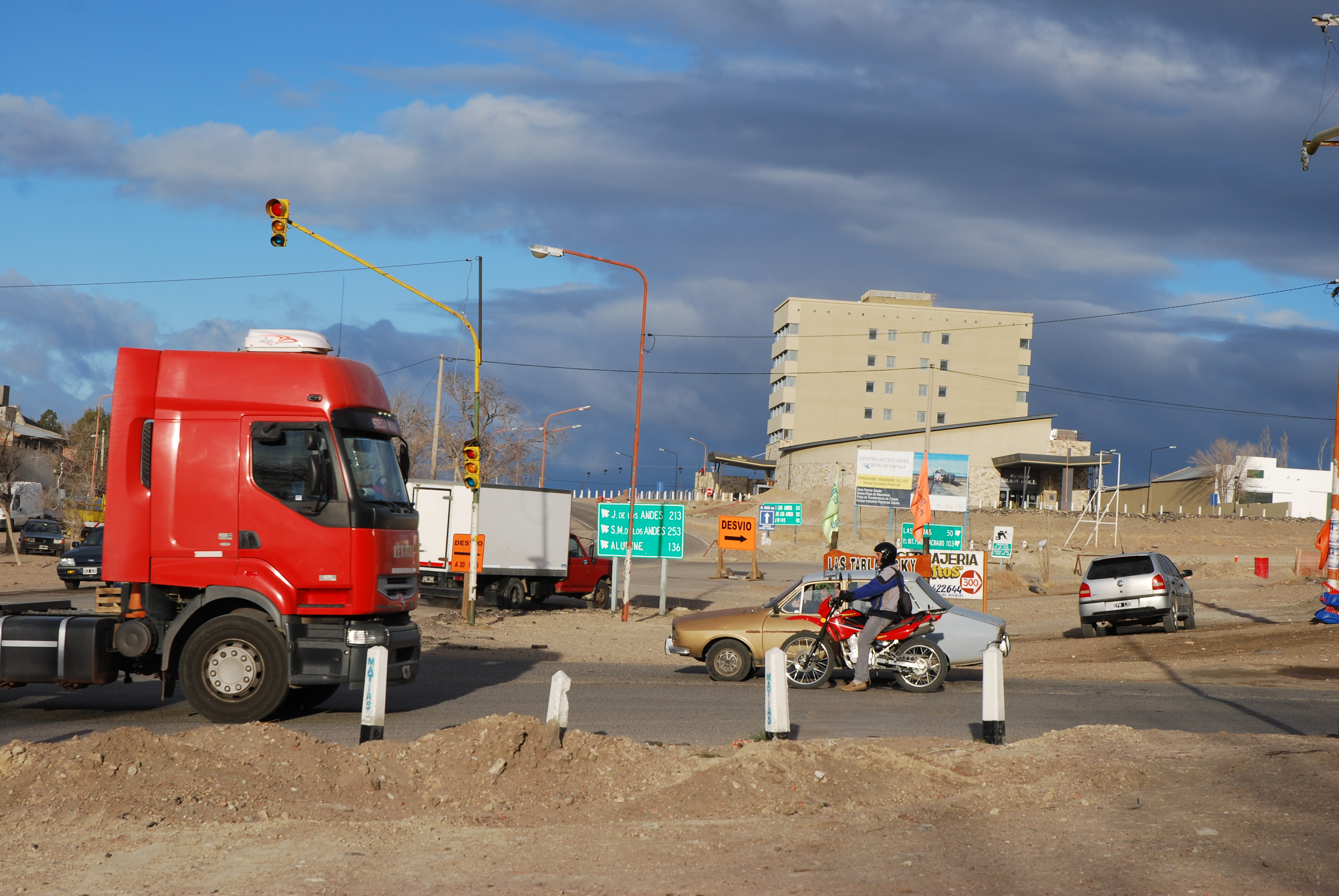
Ingreso al sector oeste de la ciudad

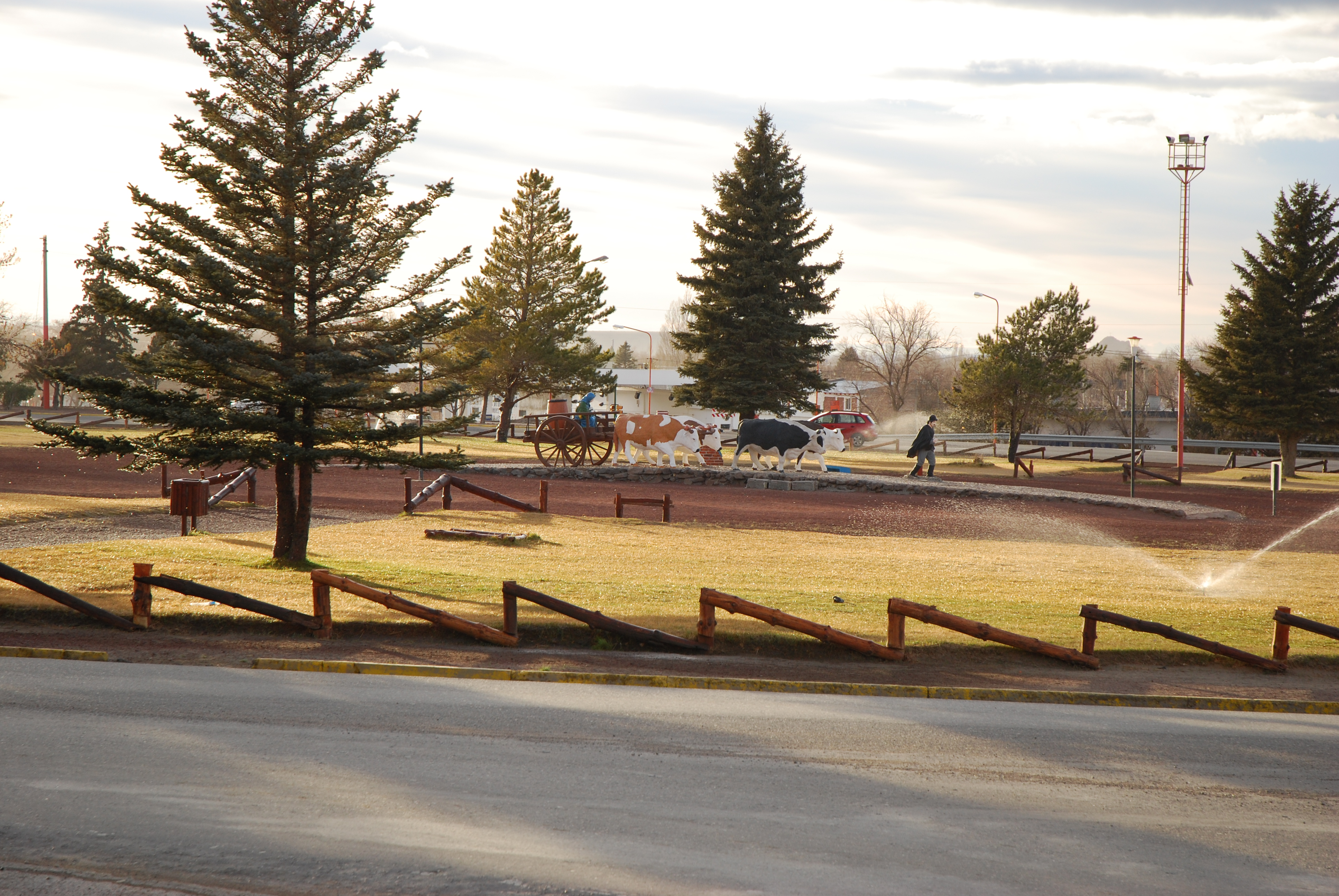
Rotonda principal y monumento a los primeros pobladores

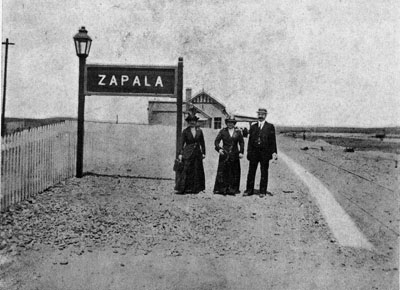
Foto histórica tomada en el cartel del Ferrocarril General Roca, próximo a la estación Zapala

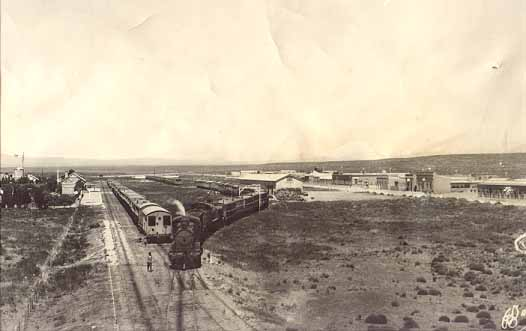
Imagen del ferrocarril en Zapala, año 1915

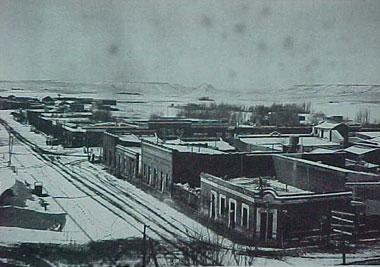
Imagen de Zapala del año 1920, tomada en altura desde el ferrocarril; se visualiza la esquina de las calles Roca e Italia

La principal actividad económica de Zapala es la minería: destacándose la fábrica de cemento, la de cal, las moliendas de minerales y cortadoras de piedra laja, además del comercio mayorista que abastece gran parte del centro de la provincia. El transporte  terrestre ha convertido a Zapala en un puerto seco, ya que desde esta ciudad se emplea el método polimodal, se descargan mercaderías que llegan por ferrocarril y se cargan a los camiones y se envían a Chile, utilizando el Paso de Pino Hachado, distante a 140 kilómetros y a distintos puntos del país con cargas minerales que en su mayoría están destinadas a la actividad agropecuaria y a la industria del petróleo.

## Educación
La ciudad cuenta con escuelas primarias, secundarias y un centro universitario, dependiente de la Universidad Nacional del Comahue, establecido en julio de 1975 y dictando la carrera de Técnico Superior en Minas; los primeros egresados se recibieron en el año 1980.
Además, se encuentran la Universidad Católica de Salta y la Universidad Blas Pascal, con sus carreras a distancia.

## Salud
La ciudad cuenta con un hospital zonal de alta complejidad, no solo para la ciudad, ya que es el más importante del interior de la provincia y recibe pacientes de distintos lugares del interior provincial.
Zapala tiene una clínica privada para la atención médica, consultorios externos médicos, centro de ojos, odontológicos y centros de tecnología médica (tomógrafo, rayos, ecografías, resonancias magnéticas, etcétera).

### Farmacias
La ciudad cuenta con ocho farmacias para atender el requerimiento de la población.

## Clima
El clima es árido frío (koppen BWk). Duro en el invierno, donde se pueden llegar a soportar fuertes vientos, llegando en algunas oportunidades a registrarse ráfagas de 160 kilómetros por hora, se caracteriza por recibir nevadas de cierta intensidad con promedios de 30 a 40 cm. Las lluvias son escasas, con mediciones anuales de 300 milímetros en total. El verano es también muy fuerte, con temperaturas hasta los 35 °C y días soleados y estables, con noches frescas.[cita requerida]

## Población
Contó con 32,355 habitantes (Indec, 2010), lo que representó un incremento del 2,77% frente a los 31,534 habitantes (Indec, 2001) del censo anterior. La población se compuso de 15.756 varones y 16.599 mujeres, lo que arrojó un índice de masculinidad del 94.92%. En tanto, las viviendas pasaron de ser 8.192 a 10.628.
Según el censo 2022 se conoció una población dentro del municipio de 40.472 habitantes y 14.682 viviendas.Además, el censo dio a conocer datos de su composición poblacional (19585 hombres 20923 mujeres) densidad y área urbana.
Ocupa el cuarto lugar en las aglomeraciones más grandes de la provincia, luego de Neuquén - Plottier, Cutral Có - Plaza Huincul y Centenario; esta última la desplazó en el último censo del histórico tercer puesto que siempre tuvo Zapala en la provincia respecto a población.Por otro lado, es el cuarto municipio más poblado de la provincia tras Neuquén, Plottier y Centenario. 
| Gráfica de evolución demográfica de Zapala entre 1991 y 2022 |
|                                                              |
| Fuente: Censos nacionales del INDEC                          |

## Turismo
Por ser la principal ciudad del centro de la provincia, Zapala se destaca como distribuidora del turismo de Neuquén, donde miles de turistas pasan año a año por la ciudad camino a los centros turísticos: al sur se destaca Junín de los Andes, San Martín de los Andes, Villa la Angostura y Bariloche, al oeste Alumine y Villa Pehuenia, al noroeste Caviahue y Termas de Copahue y al norte Chos Malal y demás localidades del norte neuquino. Los pasos fronterizos de Pino Hachado e Icalma son destinos obligados al paso por Zapala para el turismo extranjero que visita la provincia y para los argentinos que buscan el turismo chileno.

## Empresas y organismos públicos nacionales y provinciales en Zapala
En la ciudad de Zapala se encuentran asentadas empresas del gobierno provincial y nacional, cumpliendo distintas funciones. Entre ellas se encuentran:
- Dirección Provincial de Vialidad del Neuquén (Sede central)
- Dirección Nacional de Vialidad (Delegación)
- Dirección provincial de Minería de Neuquén (Sede central)
- Instituto de Seguridad Social del Neuquén (Delegación)
- Ente Provincial de Energía del Neuquén (Distrito)
- Parque nacional Laguna Blanca (Oficinas)
- ANSES (Delegación)
- INTA (Agencia de Extensión Rural Zapala)
- Banco de la Nación Argentina (Sucursal)
- Banco Provincia del Neuquén (Sucursales)
- AFIP (Delegación)
- Dirección Provincial de Rentas (Delegación)
- Registro Nacional de la Propiedad del Automotor y Créditos Prendarios (Delegación)
- Juzgado Federal
- Juzgado Civil
- Juzgado Penal, representado por la Unidad Fiscal de Investigaciones de Zapala, donde se hallan las oficinas de  Servicio de atención a la Víctima, Oficina de Asignación de casos, Oficina de Respuestas Rápidas, Oficina de Conciliación, Oficina de Enlace e Investigación Específica, actualmente funcionando en calles Zeballos y Etcheluz.
- Juzgado de Paz, situado en calles Mayor Torres y Zeballos.
- Instituto Provincial de Viviendas (Delegación)
- Registro Civil (Delegación)
- Subsecretaría de Trabajo de la Provincia del Neuquén (Delegación)

## Museo
El museo Provincial de Ciencias Naturales “Prof. Dr. Juan A. Olsacher” (MOZ), surgió entre los años 1967 y 1968 como una pequeña muestra de rocas y minerales exhibida dentro del ámbito de la antigua Delegación de la Dirección Nacional de Geología y Minería, con asiento en la ciudad de Zapala. La donación de 3500 piezas paleontológicas y mineralógicas efectuada a principios de 1969 por parte del Sr. José Ignacio Garate Zubillaga, dio un fuerte impulso a la creación del museo, siendo inaugurado oficialmente el 24 de mayo de 1969. Creado originalmente como un “Sector” dependiente de la Dirección Técnica de la Dirección Provincial de Minería, y elevado posteriormente al rango de “Departamento”, fue jerarquizado por primera vez en el año 2008 con la categoría de “Dirección”.
El Museo Olsacher fue creado con el objetivo de contribuir al progreso y difusión de las Ciencias Geológicas, colaborando dentro de su área de competencia, en todas aquellas tareas que fuesen encomendadas por el Estado Provincial. 
Actualmente el MOZ cuenta en sus registros con un inventario compuesto por 6.462 piezas minerales, 440 piezas petrológicas y 6700 piezas paleontológicas; a las que se suma una importante colección entomológica y arqueológica. Sobre un total de aproximadamente 3012 especies minerales científicamente reconocidas en el mundo, el Museo Olsacher posee en sus colecciones 2003 especies, transformándose así en una de las colecciones de su género más importantes de Latinoamérica. En lo referido a su patrimonio paleontológico, posee una reconocida colección que incluye varios centenares de holotipos fósiles. Entre ellos se cuentan numerosos invertebrados marinos, plantas fósiles y cocodrilos marinos, dinosaurios y mamíferos cenozoicos. La calidad, originalidad y grado de preservación de las piezas paleontológicas existentes en el MOZ lo posiciona también como uno de los museos de su tipo más importantes del país y de reconocimiento mundial.
Tras permanecer cerrado al público desde el año 2004, el MOZ reabrió sus puertas el 21 de septiembre de 2009 con nuevas instalaciones, posicionándose entre los museos argentinos más modernos. A la par de las tareas de reorganización institucional comenzadas a partir del año 2008, el Museo Olsacher ha establecido convenios de cooperación científica con el CONICET, así como con numerosas instituciones argentinas y extranjeras. Ello ha posibilitado que actualmente se desarrollen en el MOZ numerosos proyectos de investigación en el campo de la geoquímica, petrología, estratigrafía y paleontología.

## Transporte público
La ciudad cuenta con una terminal de ómnibus, comunicándola con distintos puntos geográficos de la provincia del Neuquén y de la República Argentina. En las instalaciones edilicias se encuentran representaciones de empresas de reconocida trayectoria. En el ejido urbano, como transporte público se encuentra la empresa TUMZA, que fue creada por autoridades de la Municipalidad de Zapala, contando con recorridos que comunican a los vecinos de los diferentes barrios zapalinos.

### Aeropuerto Zapala
Dentro del ejido urbano de Zapala se encuentra el aeropuerto, que se sitúa a una altitud de 1015 m s. n. m., su pista tiene una longitud de 2200 m y su código es IATA/OACI: APZ. El uso del mismo está limitado a vuelos privados y militares, no teniendo servicios al público en general por no contarse con una línea aérea regular.

## Despliegue de las Fuerzas Armadas argentinas en Zapala
| Unidades de la Guarnición Militar Zapala | Sigla       |
| ---------------------------------------- | ----------- |
| Grupo de Artillería 16                   | GA 16       |
| Base de Apoyo Logístico Neuquén          | BAL Neuquén |

### Gendarmería Nacional
Gendarmería Nacional tiene un asentamiento en la ciudad de Zapala.

### Policía del Neuquén
La policía del Neuquén cuenta con  dos comisarías en Zapala, una de ellas situada en calle Italia n.° 223, y la segunda, la Comisaría Cuarenta y Ocho, situada en Avenida del Maestro y Entre Ríos. Además, hay dos Unidades Penitenciarias, siendo estas la Unidad de Detención n.° 31, situada en calle Mayor Torres e Italia, y la Unidad de Detención n.° 32, sito en Acceso Fortabat y Ruta Provincial n.° 14; del mismo modo, existe una Unidad Especial que investiga y trabaja  conflictos de índole familiar, tratados por la Ley Provincial 2785, una Comisaría del Menor y de la Mujer.

### Policía Federal
La Policía Federal Argentina también cuenta con una delegación en la ciudad.

## Elecciones 2011
En las elecciones celebradas el 12 de junio de 2011, resultó elegida como nueva intendente de Zapala la Dra. María Soledad Martínez, candidata por la coalición Unidos x Zapala. Martínez resultó vencedora con el 42% de los votos, desplazando ampliamente al entonces intendente Edgardo Sapag, quien resultó segundo con el 25% de sufragios.
El resultado presentó dos aspectos sobresalientes: Martínez fue la primera mujer en la historia de Zapala en ocupar el cargo de intendente; y, además, estuvo en funciones para el centenario de la ciudad, el 12 de julio de 2013.

## Elecciones 2019
En las elecciones celebradas el 10 de marzo de 2019, resultó elegido como nuevo intendente de Zapala Carlos Koopmann Irizar, candidato por el Movimiento Popular Neuquino. Se impuso con el 43 % de los votos, asumiendo el cargo de intendente el 2 de enero de 2020.

## Deporte
En la ciudad de Zapala destaca el fútbol, pero también se practica el hockey femenino, rugby, taekwondo, karate, boxeo, atletismo, voleibol, balonmano, basquetbol y natación. Principalmente, todos estos deportes se llevan a cabo en el Club Tiro Federal de Zapala y Club Social y Deportivo Unión.
La ciudad cuenta con dos equipos de fútbol emblemas: El Club Social y Deportivo Unión de Zapala y la Asociación Club Barrio Don Bosco, cuyo enfrentamiento entre ambos es el clásico de la ciudad y es uno de los más importantes del interior del país. Cabe mencionar que ambos equipos están afiliados a la Liga de Fútbol de Neuquén (LIFUNE).[cita requerida]

## Ciudadanos destacados
- Giuliana Baigorria
- Marcos Acuña
- Rubens Sambueza
- Raúl di Blasio
- Amado Sapag
- Edgardo Sapag
- Fabián Sambueza
- Marcos Koopmann
- Chrystian Colombo

## Ciudades hermanas
- Temuco, Chile